# Ħamrun
Ħamrun – jedna z jednostek administracyjnych na Malcie. Mieszka tutaj 9 244 osób.

## Turystyka
- Bateria Tas-Samra, bateria militarna z 1798 roku
- Round Tower, wieża wodna z XVII wieku[4]
- Saint Cajetan Sanctuary, kościół parafialny
- Our Lady of the Miraculous Medal Church, kościół
- Church of the Immaculate Conception, kościół
- Our Lady of Atocja Chapel, kaplica

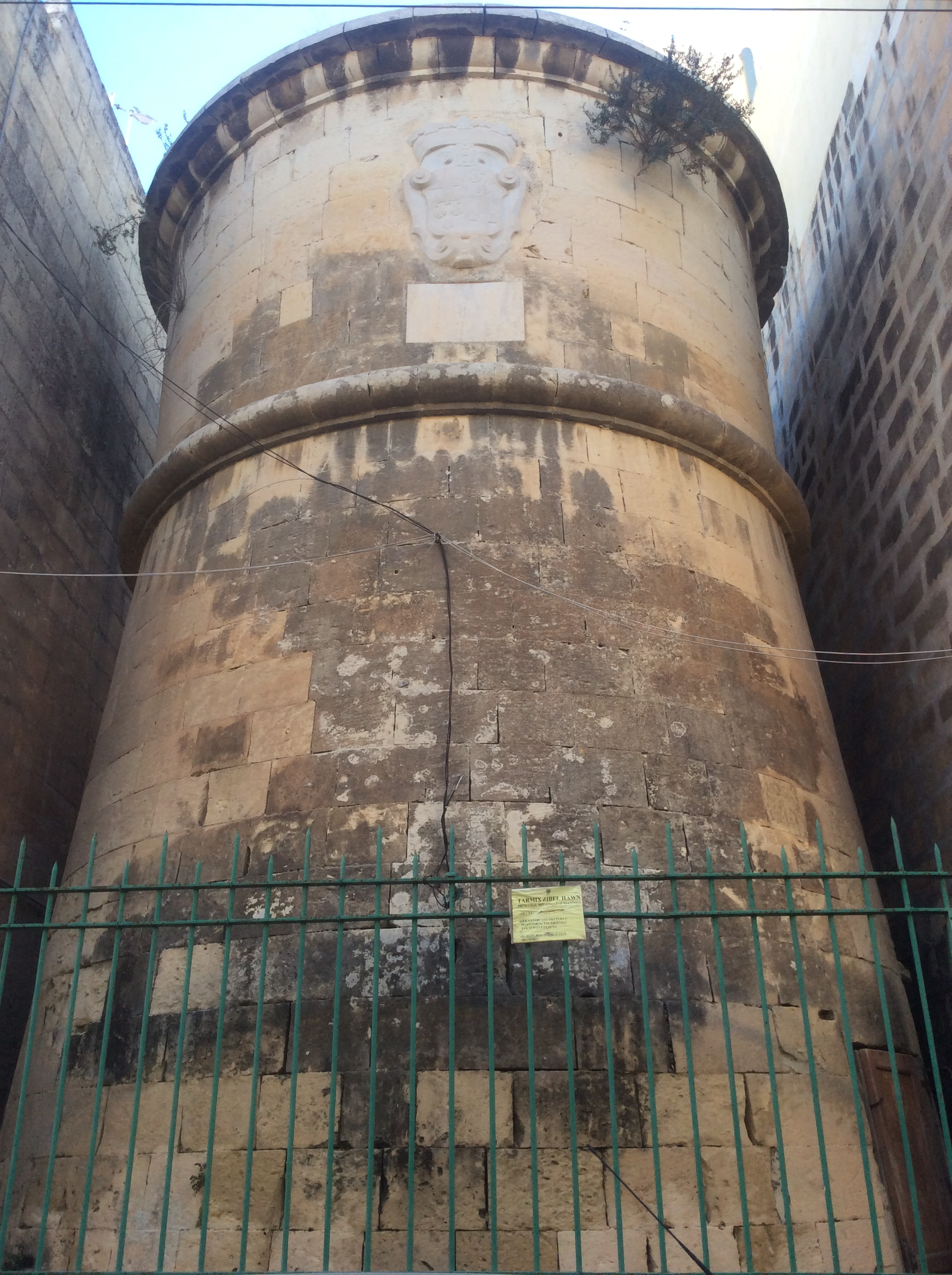
Round Tower (Il-Monument tat-Tromba)
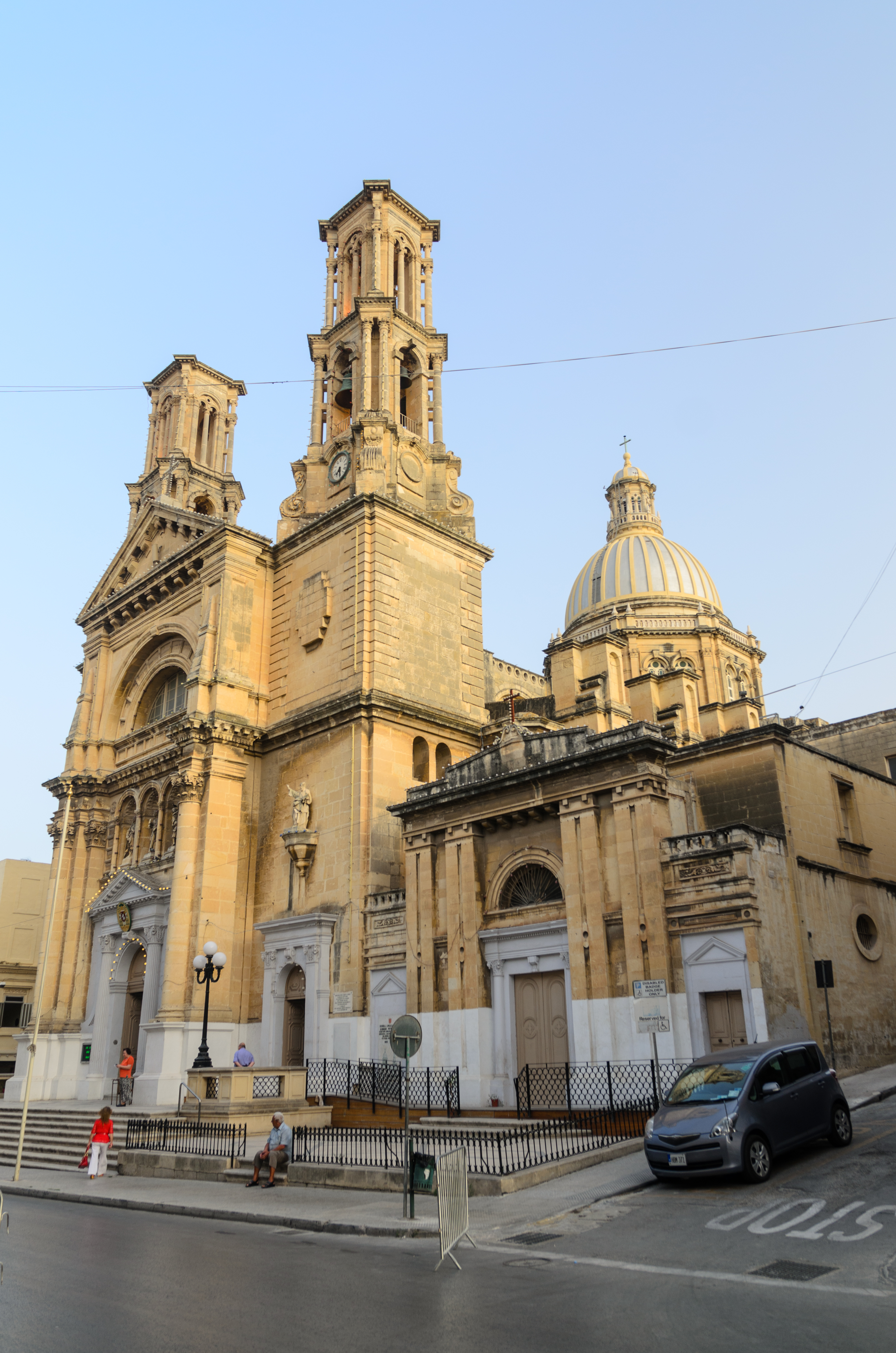
Kościół parafialny
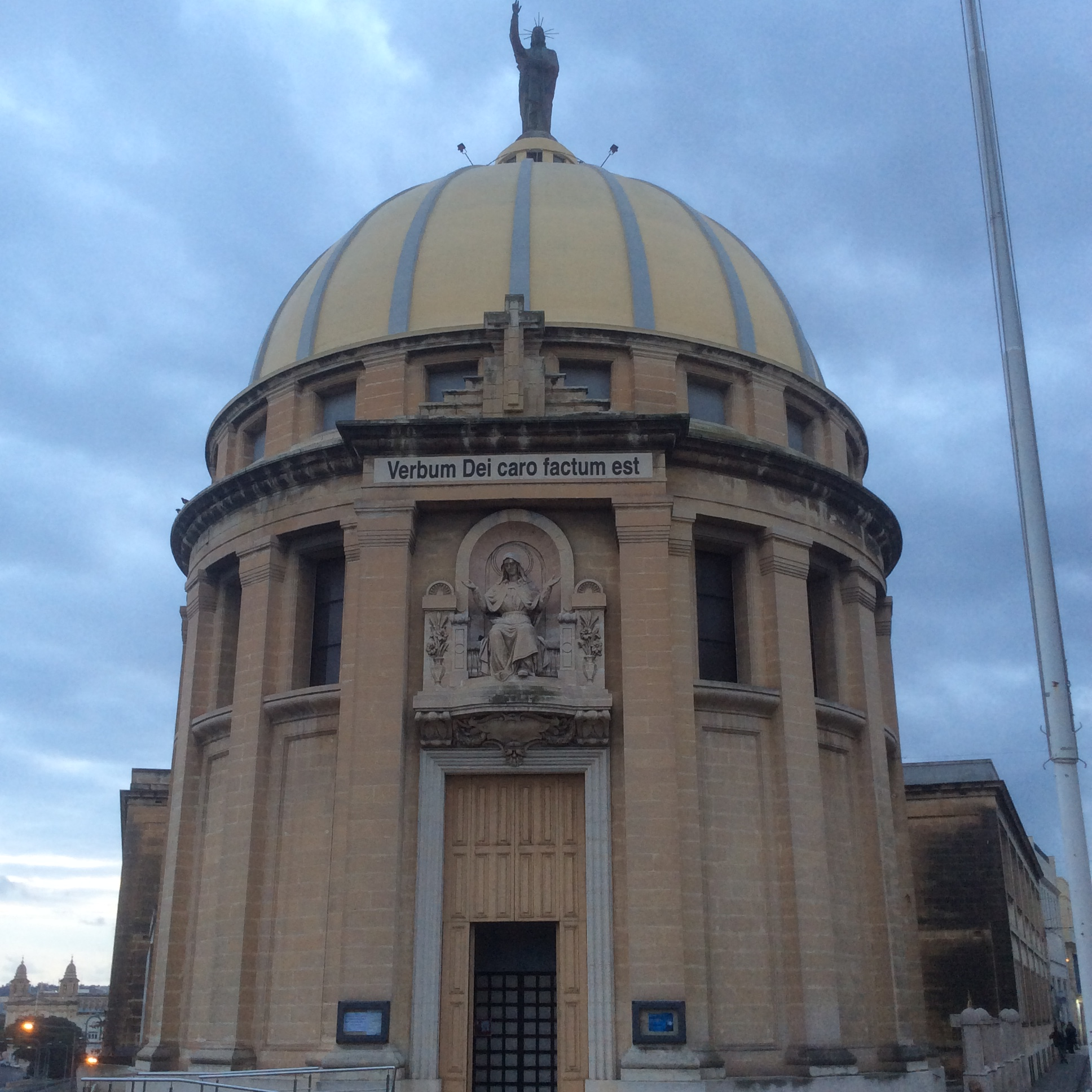
Our Lady of the Miraculous Medal Church
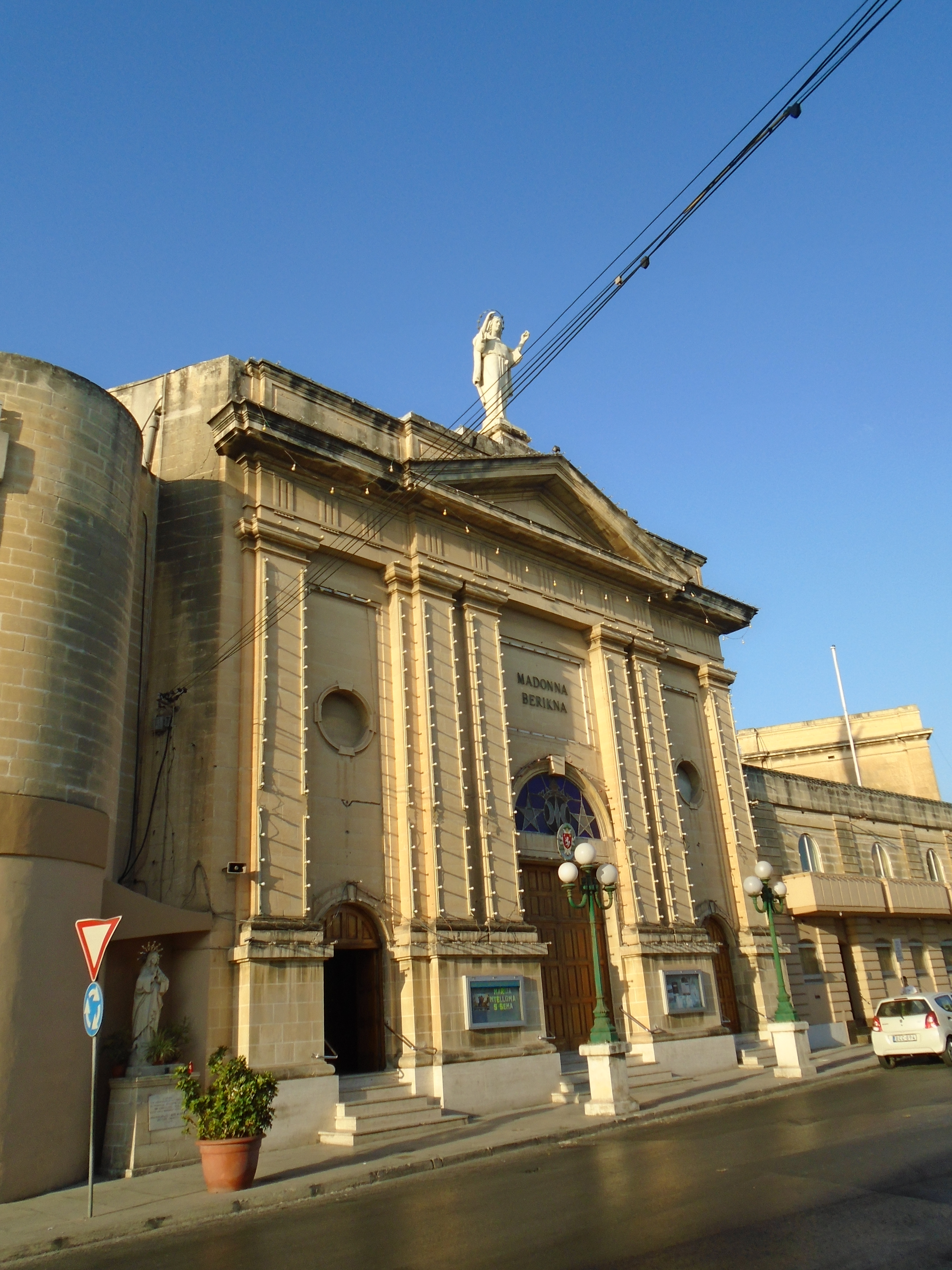
Church of the Immaculate Conception
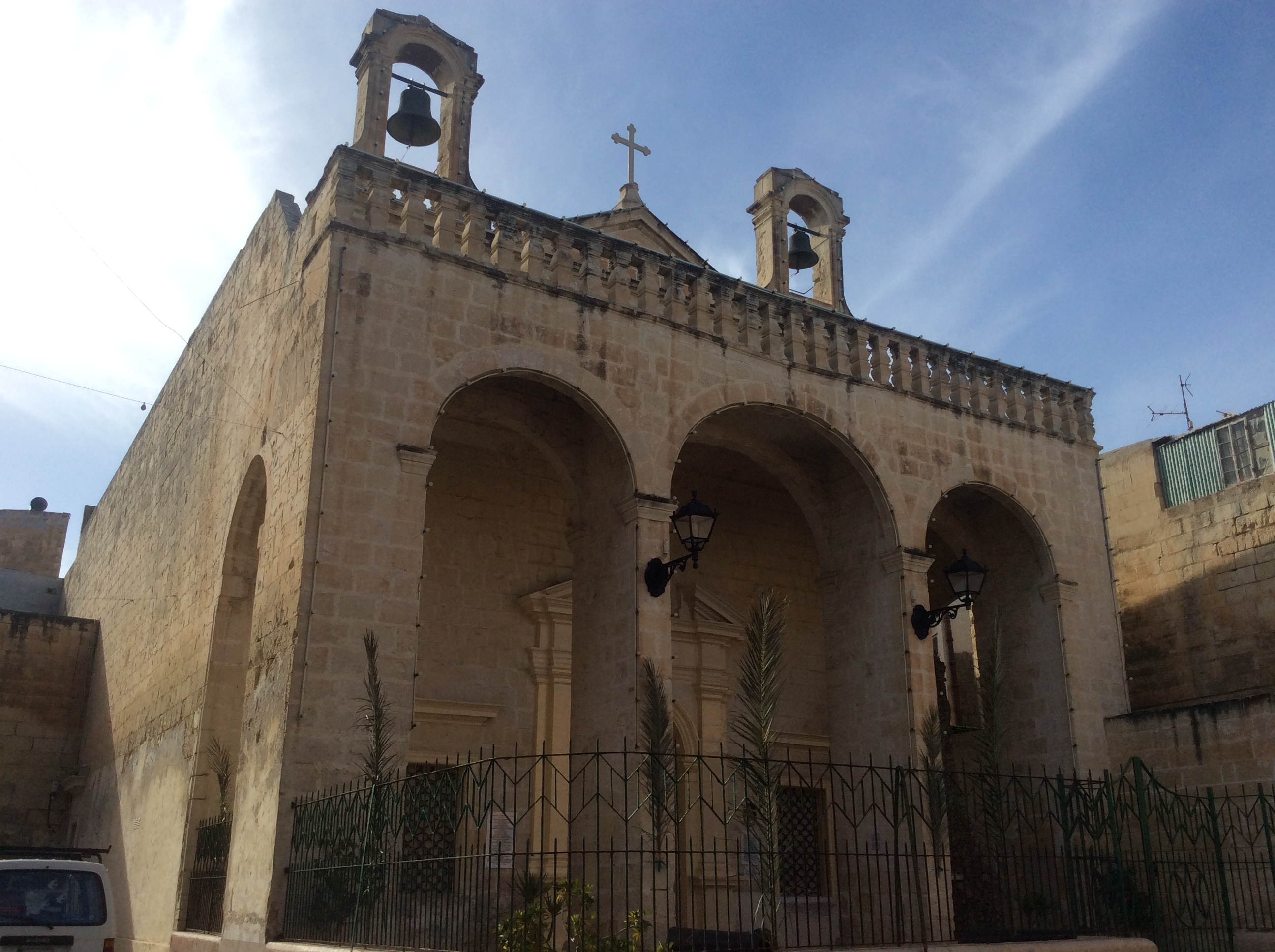
Our Lady of Atocja Chapel
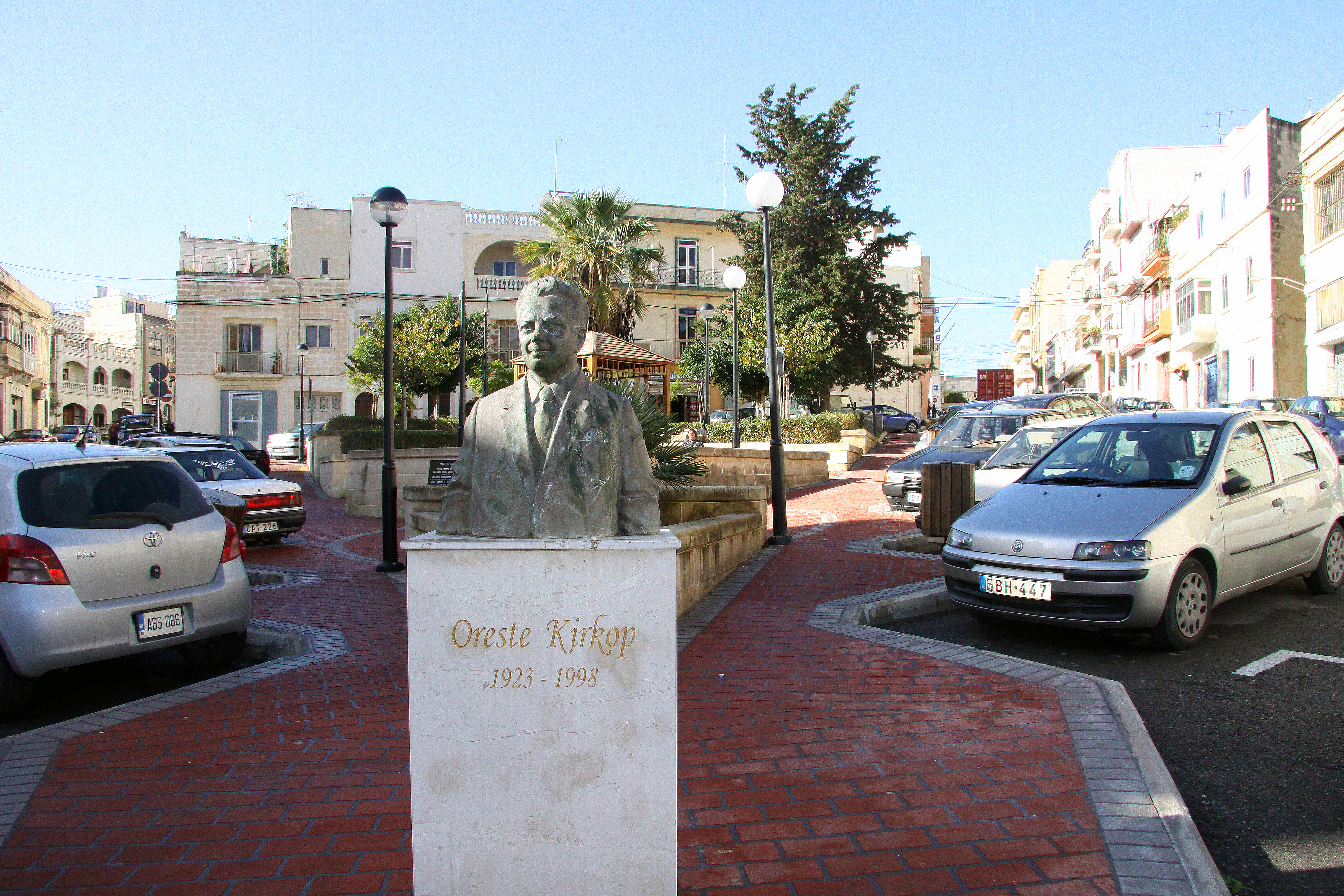

## Sport
W miejscowości funkcjonuje klub piłkarski Ħamrun Spartans F.C. Powstał w 1907 roku. Obecnie gra w najwyższej maltańskiej lidze – Maltese Premier League. Gra na małym stadionie Victor Tedesco Stadium.